# مفاغرة بشكل Y
في الجراحة العامة، مُفاغَرَةٌ بشَكْلِ Y أو مفاغرة رو بشكل Y وتترجم حرفيًا إلى مفاغرة روكس إن واي، هي مفاغرةٌ جراحية نهائية –جانبية للأمعاء تُستخدم لإعادة بناء القناة الهضمية. عادة ما تكون بين المعدة والأمعاء الدقيقة البعيدة (أو أسفل القناة الهضمية) من نهاية القطع.

## الملخص
الاسم مشتق من الجراح الذي وصفه لأول مرة (سيزار رو) وتمثيل الشكل اللاصق. من الناحية التخطيطية تبدو مفاغرة رو مثل الحرف Y قليلاً.
نموذجيًا، يمثل الطرفان العلويان من حرف Y ‏ (1) الجزء القريب من المعدة والجزء البعيد من الأمعاء الدقيقة الذي ينضم إليها و(2) الطرف المسدود الذي ينفصل جراحيًا، بينما يتشكل الجزء السفلي من Y بواسطة الأمعاء الدقيقة البعيدة وراء المفاغرة.
تُستخدم مفاغرة رو بشكل Y في العديد من العمليات ويُطلق عليها مجتمعة «عمليات روكس».
عند وصف الجراحة، يكون طرف روكس هو الطرف الصادر أو التقدمي والذي يعمل كمستقبل أساسي للطعام بعد الجراحة، بينما يعمل الطرف الصفراوي أو الطرف الوارد -الذي يتفاغر مع الجهاز الصفراوي- كمستقبل للإفرازات الصفراوية، والتي تنتقل بعد ذلك من خلال الأمعاء الدقيقة المستبعدة إلى المفاغرة البعيدة في منتصف الصائم للمساعدة على الهضم. يمكن للتشريح المتغير أن يساهم في عسر الهضم بعد الجراحة. ارتبط هذا الإجراء أيضًا بزيادة معدل الإصابة بفقر الدم الناجم عن عوز الحديد. يتطور فقر الدم الناجم عن نقص الحديد في ما يصل إلى 45% من الأشخاص الذين أجروا مفاغرة رو بشكل Y.

## العمليات التي تستخدم مفاغرة بشكل Y
- بعض جراحات المجازة المعدية للسمنة.
- عدة عمليات جراحية فاشلة لتثنية القاع لنيسن.
- إعادة بناء مفاغرة بشكل Y بعد استئصال المعدة الجزئي أو الكامل لسرطان المعدة.[5]
- مفاغرة القناة الكبدية بالصائم بشكل Y: تستخدم لعلاج انسداد القناة الصفراوية الذي قد ينشأ بسبب:
  - ورم القناة الصفراوية المشتركة أو ورم القناة الكبدية (مثل استئصال سرطان الأقنية الصفراوية)[6]
  - إصابة القناة الصفراوية (مثل استئصال المرارة، مشكلة علاجية المنشأ، إصابة)
  - عدوى / التهاب (مثل الكيسة الكاذبة البنكرياسية)
- مُفاغَرَة قَناةِ الصَّفْراءِ بِالصَّائِم بشكل Y - الدواعي مماثلة لـ: مُفاغَرَة القَناةِ الكَبِدِيَّةِ بِالصَّائِم
- زرع البنكرياس بمفاغرة رو بشكل Y.[7]
- إعادة بناء البنكرياس بمفاغرة رو بشكل Y بعد إصابة البطن الحادة.[8]
- مُفاغَرَة قَناةِ الصَّفْراءِ بِالصَّائِم ومُفاغَرَة القَناةِ الكَبِدِيَّةِ بِالصَّائِم مع مُفاغَرَة مَعِدِيَّةٌ صائِمِيَّة كتلطيف لسرطان رأس البنكرياس الذي لا يمكن استئصاله.[9]

## الروابط الخارجية
- مفاغرات على موقع thefreedictionary.com.